# Federico Valverde
Federico Santiago Valverde Dipetta (španělská výslovnost: [feðeˈɾiko βalˈβeɾðe]; *22. července 1998 Montevideo) je uruguayský profesionální fotbalista, který hraje na pozici středního záložníka za španělský klub Real Madrid a za uruguayský národní tým.

## Klubová kariéra

### Peñarol
Valverde debutoval v dresu Peñarolu v prvním zápase sezóny 2015/16 proti CA Cerro. Stal se součástí mládežnických reprezentací Uruguaye a přitahoval zájem evropských velkoklubů, například Arsenalu, Barcelony, Chelsea či Realu Madrid.

### Real Madrid
V červenci 2016 přestoupil z Peñarolu do Realu Madrid a začal trénovat v Castille. O dva měsíce později Valverde debutoval v B-týmu proti Realu Unión. Během své první sezóny se stal pravidelným hráčem Castilly. Svůj první gól vstřelil v utkání proti Albacete v prosinci 2016.

#### Deportivo La Coruña (hostování)
Dne 22. června 2017 odešel Valverde na roční hostování do Deportiva de La Coruña. V La lize debutoval 10. září, když vystřídal Fedeho Cartabiu při domácí prohře 2:4 proti Realu Sociedad.

#### Sezóna 2018/19
Po návratu z hostování zapůsobil Valverde během předsezony 2018/19 na nového manažera Julena Lopeteguiho a přešel do prvního týmu. 23. října 2018 debutoval Valverde v Realu Madrid v zápase základní skupiny Ligy mistrů proti Viktorii Plzeň na Bernabéu ve věku 20 let. V sezóně odehrál 25 utkání a s klubem vyhrál Mistrovství světa klubů.

#### Sezóna 2019/20
S návratem manažera Zinedina Zidana a odchodem konkurenta Marcose Llorenteho se stal Valverde klíčovým hráčem týmu. 9. listopadu 2019 vstřelil svůj první gól v dresu Realu Madrid při výhře 4:0 nad Eibarem.
12. ledna 2020, během finále Supercopa de España proti Atléticu Madrid, fauloval Valverde Álvara Moratu v samostatném úniku na branku. Valverde byl sice vyloučen, ale faulem zabránil jasnému gólu. Real Madrid nakonec vyhrál po penaltovém rozstřelu, a Valverde si vysloužil ocenění pro hráče zápasu. Manažer Atlética Madrid Diego Simeone později označil Valverdeho faul jako „nejdůležitější moment utkání“ a pochválil jej. Během ligové sezóny nastoupil 33krát a napomohl Real k vítězství v La Lize 2019/20.

#### Sezóna 2020/21
Dne 27. září Valverde vstřelil první gól týmu v sezóně 2020/21, při svém 50. utkání v dresu Realu, a to proti Realu Betis, utkání skončilo výhrou Los Blancos a Valverde byl zvolen hráčem utkání. O měsíc později, 24. října, Valverde skóroval proti Barceloně na Camp Nou. Valverde se tak stal teprve druhým Uruguaycem, který skóroval v El Clásicu (po Luisovi Suárezovi). O týden později Valderde opět skóroval v zápase proti Huesce při ligovém vítězství 4:1 na stadionu Alfreda Di Stéfana.

## Reprezentační kariéra

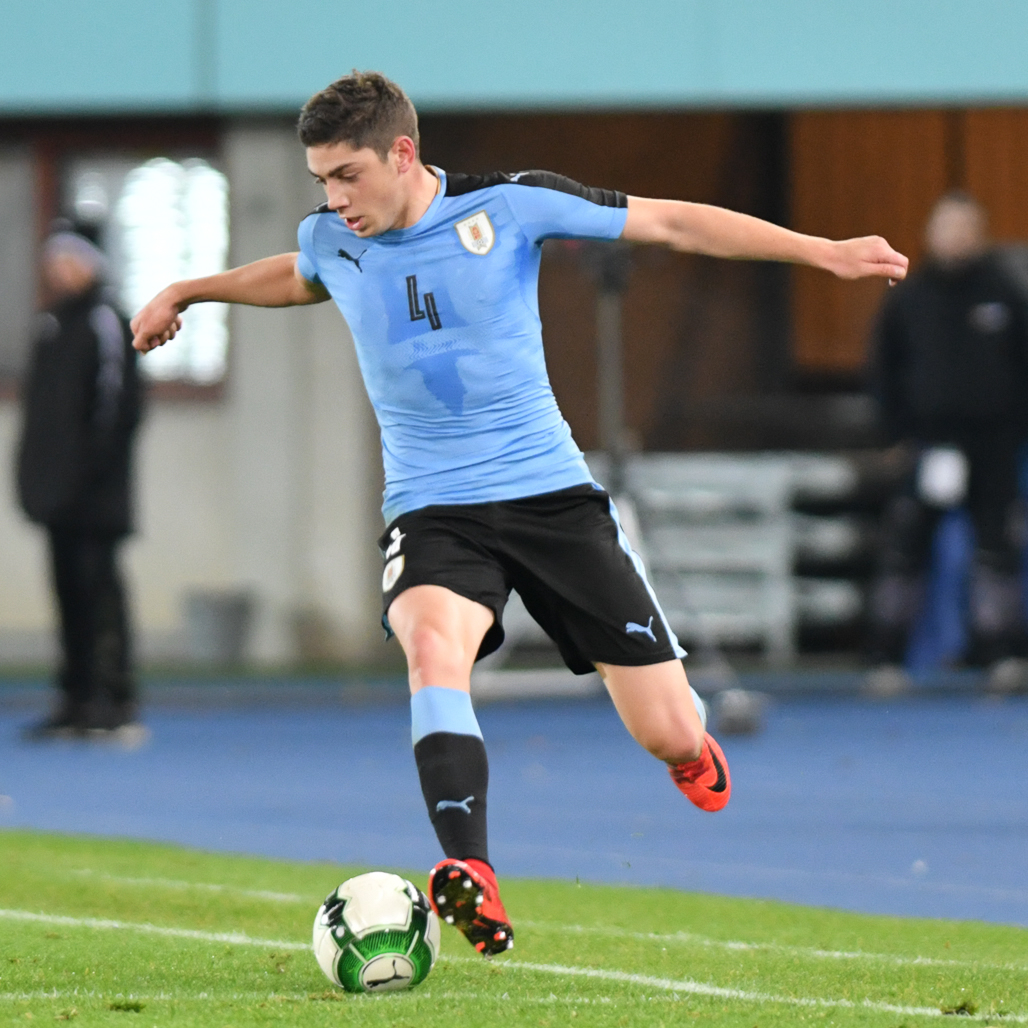
Valverde hrající za Uruguay (2017)

Federico Valverde se stal druhým nejlepším hráčem na Mistrovství světa do 20 let 2017 (nejlepším hráčem byl zvolen Angličan Dominic Solanke), kde tým Uruguaye skončil na 4. příčce.
Dne 5. září 2017 debutoval v uruguayské seniorské reprezentaci a vstřelil svůj první reprezentační gól v zápase proti Paraguayi.
V květnu 2018 byl jmenován do předběžné 26členné nominace Uruguaye na Mistrovství světa 2018 v Rusku; byl však vynechán z finálního 23členného týmu.
V březnu 2019 jej manažer Óscar Tabárez nominoval do uruguayského týmu na brazilskou Copa América 2019. Ve čtvrtfinále proti Peru 29. června vedla remíza 0:0 po prodloužení k penaltám; Uruguay rozstřel prohrál 4:5 a byl vyřazen ze soutěže.
Představil se na Mistrovství světa konané v listopadu a prosinci roku 2022 v Kataru. Dne 24. listopadu si Valverde odbyl debut na světovém šampionátu v utkání s Jižní Koreou, které skončilo bezgólovou remízou. Uruguayský záložník měl jednu z nejvýraznějších šancí, jeho střela však trefila tyč. FIFA jej zvolila nejlepším hráčem utkání.

## Statistiky

### Klubové
K 20. březnu 2021
| Klub                        | Sezóna  | Liga             | Liga   | Liga | Národní pohár | Národní pohár | Kontinentální poháry | Kontinentální poháry | Ostatní | Ostatní | Celkem | Celkem |
| Klub                        | Sezóna  | Liga             | Zápasy | Góly | Zápasy        | Góly          | Zápasy               | Góly                 | Zápasy  | Góly    | Zápasy | Góly   |
| --------------------------- | ------- | ---------------- | ------ | ---- | ------------- | ------------- | -------------------- | -------------------- | ------- | ------- | ------ | ------ |
| Peñarol                     | 2016    | Primera División | 12     | 0    | 0             | 0             | 1                    | 0                    | —       | —       | 13     | 0      |
| Deportivo La Coruña (host.) | 2017/18 | La Liga          | 24     | 0    | 1             | 0             | —                    | —                    | —       | —       | 25     | 0      |
| Real Madrid                 | 2018/19 | La Liga          | 16     | 0    | 5             | 0             | 4                    | 0                    | —       | —       | 25     | 0      |
| Real Madrid                 | 2019/20 | La Liga          | 33     | 2    | 3             | 0             | 6                    | 0                    | 2       | 0       | 44     | 2      |
| Real Madrid                 | 2020/21 | La Liga          | 19     | 3    | 1             | 0             | 4                    | 0                    | 1       | 0       | 25     | 3      |
| Real Madrid                 | Celkem  | Celkem           | 68     | 5    | 9             | 0             | 14                   | 0                    | 3       | 0       | 94     | 5      |
| Celkem                      | Celkem  | Celkem           | 104    | 5    | 10            | 0             | 15                   | 0                    | 3       | 0       | 132    | 5      |

### Reprezentační
K 13. říjnu 2020
| Uruguay | Uruguay | Uruguay |
| Rok     | Zápasy  | Góly    |
| ------- | ------- | ------- |
| 2017    | 4       | 1       |
| 2018    | 4       | 0       |
| 2019    | 12      | 1       |
| 2020    | 2       | 0       |
| Celkem  | 22      | 2       |

#### Reprezentační góly
K zápasu odehranému 13. října 2020. Skóre a výsledky Uruguaye jsou vždy zapisovány jako první
| Gól | Datum          | Místo                                            | Soupeř   | Skóre | Výsledek | Soutěž                                |
| --- | -------------- | ------------------------------------------------ | -------- | ----- | -------- | ------------------------------------- |
| 1.  | 5. září 2017   | Estadio Defensores del Chaco, Asunción, Paraguay | Paraguay | 1:0   | 2:1      | Kvalifikace na Mistrovství světa 2018 |
| 2.  | 7. června 2019 | Estadio Centenario, Montevideo, Uruguay          | Panama   | 3:0   | 3:0      | Přátelský zápas                       |

## Ocenění

### Klubové

#### Peñarol
- Primera División: 2015/16[28]

#### Real Madrid
- La Liga: 2019/20[29]
- Supercopa de España: 2019/20[30]
- Mistrovství světa klubů: 2018[31]

### Individuální
- Druhý nejlepší hráč Mistrovství světa do 20 let: 2017[32]